# Espinoso del Rey
Espinoso del Rey település Spanyolországban, Toledo tartományban. Espinoso del Rey Robledo del Mazo, Torrecilla de la Jara és Los Navalucillos községekkel határos. Lakosainak száma 418 fő (2024).

## Népesség
A település népessége az utóbbi években az alábbiak szerint változott:
| Lakosok száma | 609  | 603  | 637  | 585  | 577  | 532  | 466  | 436  | 437  | 418  |
|               | 2001 | 2004 | 2007 | 2009 | 2012 | 2014 | 2017 | 2019 | 2022 | 2024 |